# Miłodrog
Miłodrog – staropolskie imię męskie, zrekonstruowane na podstawie nazwy wsi Miłodróż, złożone z członów Miło- ("miły", "miłujący") i -drog ("drogi").
Miłodrog imieniny obchodzi 6 maja.
Imię jest w powszechnym użyciu w krajach południowosłowiańskich w odmianie Miodrag.
Znane osoby o imieniu Miodrag:
- Miodrag Anđelković, serbski piłkarz
- Miodrag Belodedici, rumuński piłkarz
- Miodrag Bulatović, serbski pisarz
- Miodrag Džudović, piłkarz czarnogórski
- Miodrag Ješić, serbski piłkarz
- Miodrag Jovanović, serbski piłkarz
- Miodrag Rajković, serbski trener koszykówki
- Miodrag Savić, serbski szachista
- Miodrag Stošić, serbski piłkarz
- Miodrag Todorčević, serbski szachista